# 1-Naftol
1-Naftol, ou α-naftol, é um composto orgânico, sólido branco, de fórmula C10H7OH. É um isômero de 2-naftol diferindo pela localização do grupo hidroxila no naftaleno. Os naftóis são os homólogos do naftaleno dos fenóis, com o grupo hidroxila mais reativo do que nos fenóis. Ambos os isômeros são solúveis em álcoois simples, éteres e clorofórmio. São precursores de uma variedade de compostos úteis.

## Produção
1-Naftol é preparado por duas rotas principais. No primeiro método, o naftaleno é nitrado para resultar em 1-nitronaftaleno, o qual é hidrogenado para a amina, seguido de hidrólise:
C10H8  +  HNO3   →   C10H7NO2   +  H2O
C10H7NO2  +  3 H2   →   C10H7NH2   +  2 H2O
C10H7NH2  +  H2O   →   C10H7OH  +  NH3
Alternativamente, naftaleno é hidrogenado para a tetralina, a qual é oxidada para 1-tetralona, seguindo de desidrogenação.

## Ocorrência
1-Nafthol é um metabólito do inseticida do carbaryl e do naftaleno. Juntamente com o TCPy, ele vem mostrando que decresce níveis de testosterona em homens adultos.

## Usos
1-Nafthol é um precursor de uma variedade de inseticidas incluindo carbacol e drogas incluindo nadolol. Ele passa por um acoplamento diazoico para resultar em vários compostos azoicos, mas estes são geralmente menos úteis que aqueles derivados do 2-naftol.

### Outros usos
No teste de Molisch, 1-nafthol dissolveu em etanol, conhecido como o reagente de Molisch, é usado como reagente para detectar a presença de carboidratos. O teste conhecido como Teste de Molisch resultaria em um vermelho ou roxo composto que indicaria a presença de carboidrato.